# Jon Schofield
Jon Schofield (Petersfield, Hampshire, 10 de maio de 1985) é um canoísta britânico especialista em provas de velocidade.

## Carreira
Foi vencedor da medalha de bronze em K-2 200 m em Londres 2012, junto com o seu colega de equipa Liam Heath.